# Leuciscus polylepis
Leuciscus polylepis és una espècie de peix cipriniforme de la família dels ciprínids.

## Distribució geogràfica
És un endemisme de Croàcia.